# Jezídismus

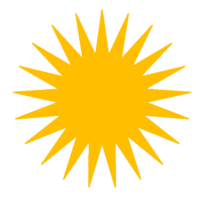
Symbol jezídismu

Jezídismus je dualistické náboženství rozšířené mezi jezídy. Jeho příslušníci věří ve statického, neaktivního a nadpřirozeného Boha, jenž stvořil sedm andělů a svět, a Meleka Táúse (Tawsi Melek/Malek-Tá´ús – paví král či anděl), který je činný a výkonný.

## Kosmologie
Příběh o stvoření světa, ze kterého vychází základní podstata náboženství, zní asi takto:

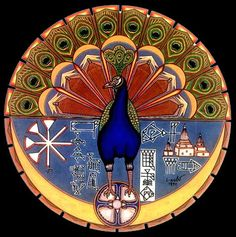
Melek Táús

Samotný Bůh byl původně nad širými kosmickými moři. Hrál si s bílou perlou, když tu ji najednou odhodil do kosmického moře, ve kterém se perla roztříštila a stala se základní substancí, ze které vznikly planety a hvězdy. K dokončení a doladění celého vesmíru byl pověřen nejlepší ze sedmi andělů, které stvořil Bůh, Táús Melek. Tento paví anděl ztělesňoval veškerou sílu a moudrost Boha a byl tak připraven splnit úkol. Pomoci mu mělo zbývajících šest andělů, dnes uctívaných jako dalších 6 svatých.
Melek byl pověřen zajistit Zemi krásu a hojnost. Když sestupoval na naši planetu, vzal na sebe podobu páva, ptáka sedmi základních barev. Tyto barvy Melek předal světu včetně bohaté fauny a flóry. Poté se přesunul do zahrady v Edenu, aby se potkal s Adamem, který byl právě stvořen, ale bez duše. Melek tedy do něj vdechl život a obrátil ho ke slunci, které představovalo stvořitele, jenž měl být i nadále uctíván (proto se jezídové modlí směrem ke Slunci). Poté byla stvořena také Eva. Nadešla chvíle, kdy se měla klíčová dvojice rozmnožit. Adam a Eva se však začali předhánět a hádat, že jsou přece schopni zplodit potomky jeden bez druhého. Svár skončil tak, že oba uzavřeli svá semena do sklenic a teprve po uplynutí inkubační doby je otevřeli. Ze všech vylétl odporný hmyz až na tu jednu Adamovu, ze které vykoukl nádherný chlapeček. Tento chlapec, známý jako Šhehíd bin Džer – „syn ze sklenice“, rostl rychle, oženil se a měl potomky, kteří se nazývají jezídové. Proto se jezídové pokládají za potomky Adama, nikoliv Evy. Adamovi byla svěřena posvátná moudrost, která se předává dál všem jeho potomkům a stává se tak základním věděním jezídů.

## Náboženská praxe

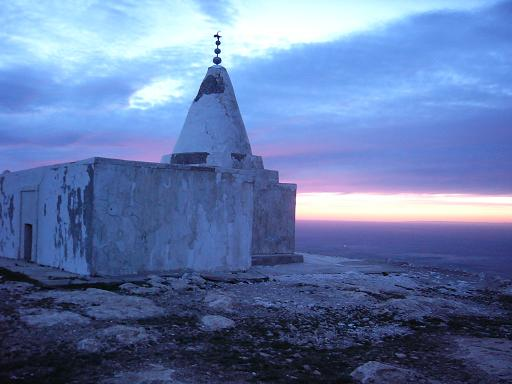
Chrám jezídů na hoře Sindžár v Iráku

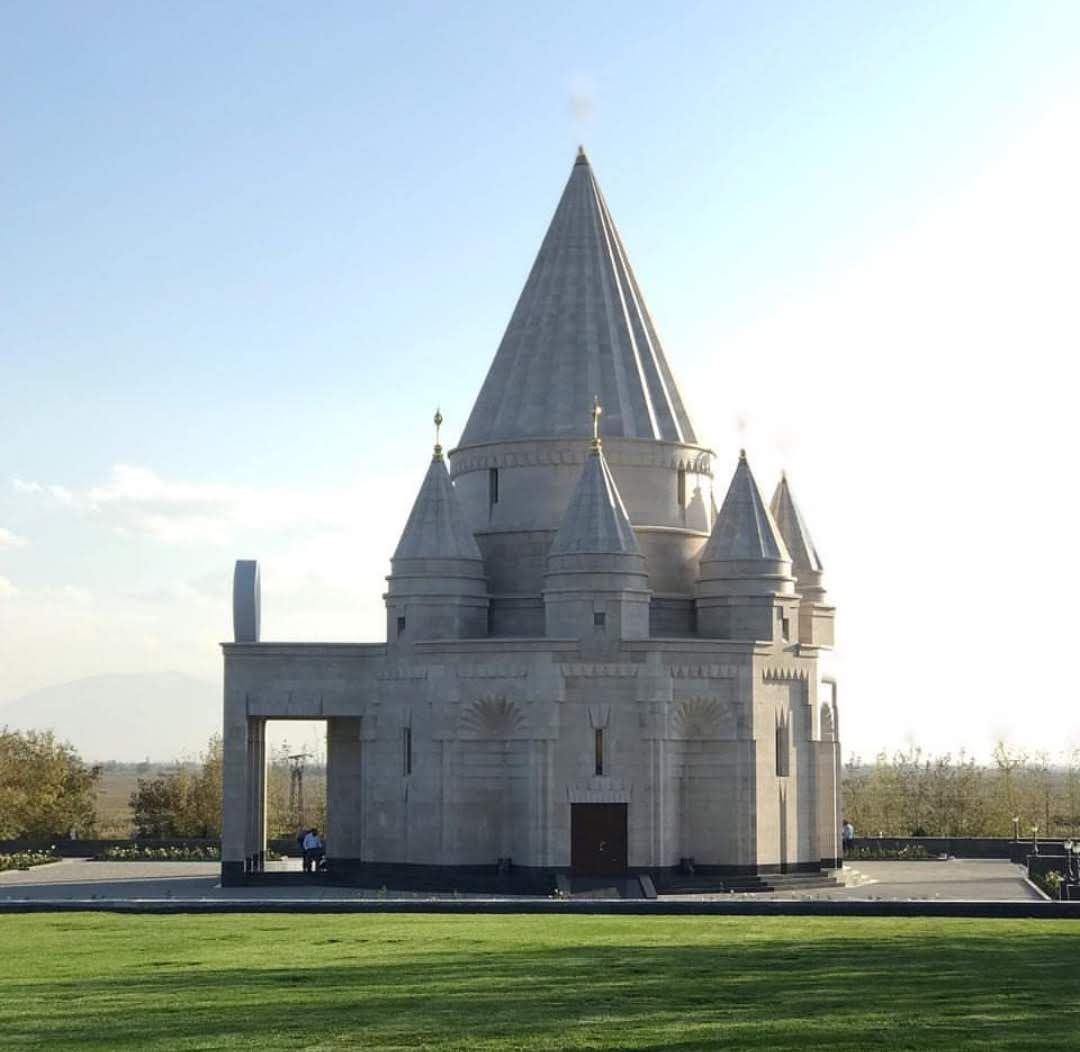
Chrám v arménském Aknalichu je fakticky největším chrámem jezídů

Jezídské učení spolu s obřady je drženo v tajnosti a žádný z členů nemá zájem o jeho šíření. Základní spisy jsou psány arabsky a jsou jimi Kniha zjevení (Ktébí džalva), kterou napsal šejch Adí, a Černé písmo (Mushaf reš), sepsané mystikem Hasanem el-Basri. Jezídové uctívají Meleka Táúse jako padlého anděla a vládce tohoto světa. Ačkoli je Melek podřízen nejvyššímu Bohu stvořiteli, nemá to velký význam, protože Bůh nezasahuje do chodu světa.
Jezídové věří v reinkarnaci duší. Za nejvýznamnější reinkarnaci je považován šejch Adí, který se pokládal za vtělení Meleka Táúse. Šejch Adí je uctíván jako nejvýznamnější jezídský učitel, který mimo jiné zavedl pravidlo, že jezídové nemohou konvertovat k jinému náboženství a ani se jezídem nemůže stát příslušník jiné víry.
Na zemi neexistuje peklo a ďábel, protože Melek shromažďoval 7 tisíc let své slzy do 7 nádob a jimi pak uhasil všechen oheň v pekle, čímž peklo zaniklo. Po smrti je tedy mrtvola ihned uložena do kuželové hrobky se zkříženýma rukama na hrudi. Ačkoli jezídové nemají peklo, mají určitou koncepci ráje. Zlé duše čeká osud zatracení a zapomenutí.
Jezídové se modlí dvakrát denně ve směru ke slunci. Za svatý den považují středu, ale dnem odpočinku je sobota. K důležitým povinnostem patří vykonat pouť. Na pouť se chodí v srpnu a je vedena do Mosulu k hrobu Adího. Celý obřad je velkou společenskou záležitostí, vládne veselí, praktikují se nejrůznější zvyky a u hrobů Adího a ostatních svatých hoří olejové lampy.
Co se týče obřadu narození dítěte, po pokřtění se provádí obřízka chlapce, ale je to záležitost dobrovolná.